# Quick Charge
Quick Charge (QC) — набор технологий компании Qualcomm для энергоснабжения мобильных устройств с аккумуляторами. Включают в себя:
- технологию передачи повышенной мощности через кабели с разъемами USB свыше стандартных спецификаций USB. Для максимальной эффективности и зарядное устройство, и заряжаемое устройство должны поддерживать спецификацию Quick Charge.
- технологию бережного и быстрого заряда аккумуляторов.
- комплект микросхем для обслуживания аккумулятора и электропитания мобильного устройства.

В стандарте на USB имеется аналог Quick Charge — USB Power Delivery. Несмотря на это, Quick Charge получило довольно широкое распространение в связи с поддержкой этой технологии в однокристальных системах Qualcomm Snapdragon, доступности контроллеров питания для мобильных устройств и зарядных устройств, поддерживающих эту технологию.
Спецификации Quick Charge закрыты, сама технология является лицензируемой, то есть платной для производителей оборудования.

## Quick Charge 1.0
2013 год. Предусматривала питание только 5 В 2 А и мало отличалась от других решений того времени, совместимых со спецификацией USB Battery Charging. Распространения не получило.

## Quick Charge 2.0
Спецификации Qualcomm Quick Charge 2.0 появились в 2013 году. Как и USB Power Delivery, спецификация предусматривала возможность повышения напряжения питания до 9, 12 или 20 В после согласования между зарядным и мобильным устройствами. Но, в отличие от USB Power Delivery, метод согласования питающего напряжения был гораздо проще и позволял использовать существующие кабели и разъёмы USB 2.0/3.0. Несмотря на то, что протокол закрытый, он достаточно простой и хорошо известен из описания работы схем сторонних производителей. По состоянию линий D+/D− мобильное устройство определяет, что подключено к зарядному устройству, после чего выставляет на линии D+/D− определённое напряжение в соответствии с желаемым напряжением питания.
| D+    | D−    | Vbus                         |
| ----- | ----- | ---------------------------- |
| 0,6 В | 0 В   | 5 В                          |
| 0 В   | 0,6 В | 5 В                          |
| 3,3 В | 0,6 В | 9 В                          |
| 0,6 В | 0,6 В | 12 В                         |
| 3,3 В | 3,3 В | 20 В                         |
| 0,6 В | 3,3 В | Регулируемое согласно QC 3.0 |

В момент подачи питания (состояние S1 на рисунке) зарядное устройство выдаёт в нагрузку 5 В и замыкает линии D+/D−. При этом такое ЗУ определяется как соответствующее стандарту USB Battery Charging. Если питаемый гаджет не соответствовал QC, то зарядное устройство продолжало работать в этом режиме, обеспечивая совместимость с USB Battery Charging и Quick Charge 1.0. Обычное мобильное устройство подаёт 0,6 В на D+, замеряет напряжение на D−, и если оно такое же, начинает потреблять ток 1,5 А — это длится меньше секунды даже с учётом низкой производительности и переходных процессов. QC-устройство продолжает держать напряжение без нужды (состояние S2). Если состояние S2 продержится 1,25 с, ЗУ определяет это напряжение как соответствие мобильного устройства QC 2.0 и в ответ разъединяет D+ и D−, закорачивая D− на 0 В. Теперь и устройство видит, что ЗУ соответствует QC 2.0, и подаёт на D+ 3,3 В (состояние S3). Теперь ЗУ отпускает D− и видит сочетание напряжений на D+/D−, которым устройство выставляет требуемое напряжение питания. В состоянии S3 показан выход на 9 В, в состоянии S4 — выход на 12 В, далее — на 5 В.

## Quick Charge 3.0
В конце 2015 года выпущена технология Quick Charge 3.0. Спецификация дополняет QC 2.0 возможностью ступенчатой регулировки напряжения питания в диапазоне 3,6-20 В по запросу мобильного устройства с шагом 0,2 B. Заявлена совместимость с QC 2.0 и QC 1.0.

### Class А и B
Qualcomm разделяет зарядные устройства на два класса — Class A и Class B. Зарядные устройства Class A могут выдавать только до 12 В, устройства, способные переключаться в режим 20 В, обозначаются как Class B.

## Quick Charge 4.0
Qualcomm Quick Charge 4.0 представлена в ноябре 2016 года. Заявлена совместимость с кабелями с разъёмами USB Type-C и протоколом USB Power Delivery 2.0. Для обеспечения такой совместимости устройства QC4 сначала пытаются установить соединение по протоколу Power Delivery, и только если другие подключенные устройства не поддерживают его, переключается в режим QC. Это означает, что зарядные устройства QC4 поддерживают и QC-, и PD-протоколы заряда.
По заявлению компании, новая технология позволит всего за 5 минут подзарядить устройство с аккумулятором емкостью 2750 мАч для 5 часов использования, а за 15 минут — зарядить батарею с нуля на 50 %.

### Quick Charge 4.0+
Qualcomm Quick Charge 4+ представлена летом 2017 года. Quick Charge 4.0+ является улучшенной версией Quick Charge 4.0. Qualcomm сосредоточилась на трёх основных параметрах: эффективности, скорости и тепловыделении. Так, специальная технология Dual Charge разделяет ток заряда, позволяя тем самым снизить выделение тепла на 3 °C и уменьшить время зарядки на 15 %. Снижение тепловыделения должно также положительно сказаться на долговечности аккумулятора.
Также Qualcomm реализовала дополнительные функции для повышения безопасности во время зарядки. Например, Quick Charge 4.0+ может одновременно контролировать уровни температуры корпуса и разъёма, что должно предотвратить перегрев, короткое замыкание или даже повреждение разъёма USB Type-C. В среднем эффективность зарядки возросла примерно на 30 % по сравнению с Quick Charge 4.0.

## Quick Charge 5
Qualcomm Quick Charge 5 представлена в июле 2020 года. Эта технология позволяет создавать зарядные устройства мощностью свыше 100 Вт, а также добавила совместимость с USB Power Delivery 3.1. В сравнении с Quick Charge 4.0 пятая версия стандарта в 4 раза быстрее, на 70 % более эффективна и на 10 °C меньше нагревает аккумулятор. Согласно внутренним тестам Qualcomm, батарею ёмкостью 4500 мА·ч (состоящую из 2 параллельно соединённых элементов питания по 2250 мА⋅ч) можно зарядить с помощью QC 5 от 0 % до 50 % всего за 5 минут. Полная зарядка такой батареи займет 15 минут.
Также технология предусматривает использование аккумуляторов, состоящих из 3 последовательно соединённых элементов. Зарядные устройства с технологией QC 5 поддерживают выходное напряжение от 3,3 до 20 В с током 3,3 или 5 А и даже больше (для более мощных устройств).
Quick Charge 5 разработана на базе USB Power Delivery PPS, но предлагает обратную совместимость с QC4 и более ранними версиями, поэтому пользователям не придётся покупать дополнительные устройства. Она может работать со стандартными устройствами USB PD и смартфонами Apple (iPhone 7 и новее). Quick Charge 5 безопаснее, чем обычная зарядка: она имеет 8 уровней защиты по напряжению, 3 уровня защиты по току, 3 уровня защиты от перегрева и защиту от перенапряжения на входе свыше 25 вольт.

## Совместимость Quick Charge и USB Type-C
С июля 2016 года USB-IF запретил управление напряжением на линии питания нестандартными методами.
Корпорация Google выпустила рекомендацию не поддерживать собственные методы быстрой зарядки, которые изменяют напряжение Vbus в Android-устройствах.
По заявлению инженера Google, метод зарядки Qualcomm Quick Charge в версиях 2.0 и 3.0 нарушает стандарт USB Type-C. Согласно пункту 4.8.2 спецификаций, устройство с разъемом USB Type-C может поддерживать собственные методы зарядки, однако они не должны изменять напряжение Vbus (что делает QC, поднимая напряжение до 9 В и 12 В).
Для реализации технологии быстрой зарядки Qualcomm Quick Charge используются линии передачи данных (D+/D-) на устройстве USB-C, что приводит к невозможности быстрой зарядки устройства и одновременного обмена данными с ним.

## Аналогичные решения
Компания Motorola выпустила свой стандарт зарядки под торговой маркой TurboPowertm. Он основан на QC 2.0 и совместим с ним. В основном используется в продукции компании Lenovo.
Технология Samsung Adaptive Fast Charging также является упрощенной разновидностью QC 2.0 и совместима с ним. Отличия в том, что зарядные устройства Samsung AFC поддерживают только напряжение 9 В и потому не всегда способны заменить QC зарядные устройства.